# Pablo Palacios
Pablo David Palacios Herrería (Quito, 5 febbraio 1982) è un ex calciatore ecuadoriano, di ruolo attaccante.

## Palmarès

### Individuale
- Capocannoniere del campionato ecuadoriano: 1

2008 (20 reti)